# ザ・グレイトバトルIV
『ザ・グレイトバトルIV』は、バンプレストが1994年12月17日に発売したスーパーファミコン用アクションシューティングゲーム。

## 概要
SDにディフォルメされたロボットアニメや特撮作品のキャラクターが戦うクロスオーバー作品「コンパチヒーローシリーズ」の1つ。シリーズ内シリーズであるグレイトバトルシリーズの第4作目にあたる。
グレイトバトルシリーズ本編としては、前作『ザ・グレイトバトルIII』まで採用されていたベルトスクロールアクション方式から一新し、サイドビューの横スクロールアクション方式に変更された。これにより各キャラクターの特殊能力を駆使してステージを攻略するようになったため、よりいっそうアクション要素が高まっている。全7ステージ。また、前作の4人のキャラクターの中でロア以外は総入れ替えとなっている。
各キャラクターのメイン武器は銃器類であり、レベルが存在する。ステージに配置または敵が落とすカプセルを一定数集めることで最大3レベルまで上がる。さらに、本作では画面全体を攻撃するボムや攻撃を防ぐガードを使用できる。2人プレイ時は片方のキャラクターを背負って移動することができる。

## ストーリー
コンパチワールドは、新たにニューコンパチネイションと改称し平和の維持に努めていたが、抑圧されていた悪のエネルギーにより異次元とをつなぐゲートが開いてしまう。皇帝オーバーロードの手により、各惑星が制圧されていくなかで、ヒーロー達は特殊戦闘チーム「バトルフォース」を結成し、彼らに対抗した。
あくる日、キサブロー博士がブラックエックスによって拉致されたことを知ったバトルフォースは、V2、パワード、ZOのチームを敵の軍船に侵入させて敵基地へ突破、さらに別行動でもう一人のヒーローを敵基地へもぐりこませ、博士を救出する作戦を決行した。
この物語は、バトルフォースとオーバーロード率いる軍団との戦いの中で活躍した、4人のヒーローの戦いの記録である。

## 登場キャラクター

### プレイヤーキャラクター
いずれのキャラクターも固有の攻撃能力や移動能力を持つ。
メイン武器攻撃は、V2とパワードが単発型で攻撃毎に移動停止し、ボタンを押し続けるとその場に静止した状態で連射する。ZOとロアは連射型で攻撃中も自由に移動することができ、移動させずに射撃方向を変えることができるロック能力をボタン操作で行える。
V2（V2ガンダム）
ミノフスキードライブ（バーニア）により空中を上昇、落下時は落下速度を低減しながら上昇、ホバリングしながら操作することができ、強力なビームサーベル攻撃を行える。メイン武器は重力に沿って落下するV2ナパーム。レベルアップすると爆風の範囲が広がる。武器の射程は短めだが、レベルアップで補うことが可能。ホバリングは連続して行うこともできるが、落下速度が0に低減されてから初めて上昇するため、実行毎に徐々に高度が下がる。動かないでいるとV2ナパームの弾倉を交換する。
パワード（ウルトラマンパワード）
狭い通路を通り抜けるミクロ化(2人プレイでは片方のプレイヤーを背負っている状態で一緒にミクロ化することが可能)と、地形を貫通するメガスペシウム光線が撃てる。メイン武器は水平に飛ぶパワードバズーカ。レベルアップすると同時発射数と大きさが上がり敵貫通能力が付く。動かないでいる時は目を細めてパワードバズーカを縦にし暇そうにする。
ZO（仮面ライダーZO）
すばやく走るダッシュとその派生技であるZOキックが使え、壁を蹴って上れる能力を持つ。メイン武器は火炎放射器のZOバーナーで、氷を溶かすことができる他、敵が撃ってきた弾も消すことができる。レベルアップすると放射距離が伸びる。ZOキック中は無敵判定になるが、一度実行すると着地するまで他の行動ができなくなる。動かないでいるとZOバーナーを磨く。
ロア
最初のステージをクリアした後から使用可能になるバトルフォースの新メンバー。本作ではマウスカバーを開く演出がある。初登場時にはローブを纏った姿で登場する。
天井にぶら下がれる電磁ワイヤー（攻撃判定あり）と、落下速度を打ち消したうえで斜め横および上に急上昇できる二段ジャンプ能力を持つ。メイン武器はファイタービームガンで、レベルアップすると地形に対して弾が反射する能力が付く。威力は低いが連射力は最強。ワイヤーでぶら下がった状態からジャンプし、再度ワイヤーで移動することもでき、駆使することで取れるアイテムが多数存在する。じっとしていると格好よくファイタービームガンを下げる。

### 敵キャラクター
将軍ブラックエックス
皇帝オーバーロードに忠誠を誓っている謎の男。その正体は、ロアのかつてのパートナーであったクロスで、惑星ツルスの自然と動物たちのためにドンメルに身を差し出し、ドンメルのブラックホールに飲み込まれたが、その実力をオーバーロードに見込まれ、洗脳された。しかし、バトルフォースとの戦いで洗脳が解けるも、皇帝の攻撃からヒーロー達をかばい、命を落とす。
デバイス
機械惑星ラーガを任されている。太っている外見をしており、倒してもメカ剥き出しのボディになって再び向かってくる。
陸軍将軍ドンメル
緑の惑星ツルスを任されている。星の自然や動物たちのために我が身を差し出したクロスを、ブラックホールで飲み込んだ。サソリ型メカ「クーゲルスコルピオン」を駆る。
空軍将軍オーロラ
浮遊都市マートムを支配している。女性。基地に侵入してきたヒーローを捕虜の振りをして騙す。羽付の扇を持っており、クラブステージのような場所でヒーローたちを待つ。鷹型戦闘ヘリ「ホークワインド」を駆る。
ティーゲル
荒野の惑星ラノフでヒーロー達を待ち構える。一定のダメージを与えるとペットである「ガルアーマー」を呼んで戦わせる。
ガルアーマー
ティーゲルのペットであるサイボーグタイガー。
海軍将軍デスマルク
水の惑星ザウスでブラックホール発生装置を護っており、3大将軍最強を自称している。海神型メカ「グラーフクラーケン」を駆る。
皇帝オーバーロード
バトルフォースが戦っている敵軍団の総大将。外見は幼い。バトルフォースとの戦闘後、自身の姿を巨大化、変形させた真の姿で戦う。最初は機械の姿で現れるが、倒すと醜悪な姿で復活する。何度か攻撃を加えると一定時間巨大な脳の様な本体が姿を現し、この姿のときだけダメージを与えられる。
中ボス
キングジョー
合体前のユニットにも攻撃機能がある。
タッコング
爆雷と魚雷で攻撃する。倒された後、片方のコースには小さなタッコングを吐く者がいる。
兵士
ガンダム系
ザクII
機関銃を持つ。オペレーターも務め、バトルアーマーも操縦。
ギガン
頭部に砲塔を装備。機関銃も撃つ。
ケンプファー
高速移動して向かってくる。
アッシマー
ミサイルが武器。素早く飛んでくる者もいる。
バウ
空に浮かびながら瞬間移動する。銃から拡散ビームを撃つ。
カプール
海中に飛び散る爆弾を設置する。
デナンゾン
ホバークラフトに乗って爆雷を落とす。
ライダー系
戦闘員
機動兵器に乗る者やジェットパックを付けた者もおり、ザクと同じ役も担う。
ミサイルヤモリ
ミサイルは張り付きながら撃つ。バズーカを構えた者もいる。
タイガーロイド
戦闘員に弾を込めさせて撃つ。先に倒されると動き出す。
コウモリ男
コウモリを操る。
オオワシ怪人
羽ばたいて浮いている。武装は拡散ビーム銃。
ネプチューン
尾の先が手投げ弾になった者と、水中銃から三椏の銛を撃つ者がいる。
イソギンジャガー
パイプから現れ、大きな弾で攻撃する。
ウルトラ系
バルタン星人
バトルアーマーの中には見えず海軍にもいないが、一般兵。数で勝負してくることも。
ゴモラ
網に包まれ、地上に降りると刃物を振り回す。
ケムジラ
纏わり付いて自爆を謀る。
バードン
一直線に編隊飛行する。ケムジラを投下させることも。
マグマ星人
海中を上下移動しながら魚雷で攻撃。

### その他のキャラクター
キサブロー博士
コンパチカイザーを開発した科学者。ブラックエックスに拉致されている最中にバトルフォースのメンバーによって救出され、以降バトルフォースをサポートする。中盤までは本隊の命令に従っていたが、最終決戦では本隊とは別行動をとるという大胆な判断を下した。

## 登場メカ

### バトルアーマー
X1号ロボ サンダーボルト
キサブロー博士を護送している戦艦で戦うことになるバトルアーマー。コアジェネレーターであるSTプラズマクラップを頭部に搭載し、突貫も可能な二つの角から電撃を流せる。アルディア粒子を吸収して放つ中央のビーム砲は、カイザースキャンによりエネルギー吸収の流れが見えるようになる。
X2号ロボ マックスマグマ
緑の惑星ツルスで戦うことになるバトルアーマー。熱エネルギーを利用したビーム砲を機体下部に有し、背部にはパンチでは届かないカノン砲を装備する。図体の大きさの割に機動力に長けるが、エネルギーコアと直結している頭部を破壊されると極端に機動力が落ちてしまう。
X3号ロボ スチームパンカー
荒野の惑星ラノフで戦うことになるバトルアーマー。摺り足のような移動をし、機体下部に格闘専用のとげ付きパーツ、直線レーザー発射機、弾幕を張る連装カノン砲、トゲ付き巨大ハンマー発射装置を後部に備えている。機体上部にセンサーを備えているが、これで機体のシールド展開状況が分かるようになっている。機体中央には強力なオーバーハングビームの発射機構を備えているが、メカの暴走を抑えるためにリミッターパーツをかぶせている(壊すと発射するようになる)。

### 将軍専用メカ
グーゲルスコルピオン
陸軍将軍ドンメルの専用メカであるサソリがモチーフの大型戦車。
ホークワインド
空軍将軍オーロラの専用メカである鷹がモチーフの攻撃ヘリ。
グラーフクラーケン
海軍将軍デスマルクの専用メカである海神がモチーフの小型ロボ。ゲームでは登場していないが船形態にも変形できる。

## 巨大ロボ戦
特定のステージでは、最後に巨大ロボット同士による格闘戦が展開される。プレイヤーは「コンパチカイザー」を動かし敵ロボットの体力ゲージをゼロにすることで勝利となる。
ジャンプやガード、強弱パンチの他に、体力ゲージの下にあるエネルギーゲージが一定以上かつ、コマンド操作によって特殊な技を放つことができる。エネルギーゲージは攻撃を控えたり、2プレイヤーのボタン連打で上昇させることが出来る。
また、「カイザースキャン」により敵ロボットの内部機構を調べることが可能で、コンパチカイザーが有利になるイベントが起きる場合もある。
登場するロボットについては、コンパチカイザー#コンパチカイザーとバンプレストオリジナルの機動兵器一覧#オーバーロード帝国の機動兵器を参照。

### 必殺技
カイザーバルカン
↓←→＋攻撃ボタン
頭部から弾丸を数発放つ。なお、発射中は動けない。
カイザートルネード
↓→←＋攻撃ボタン
高速で回転するパンチを繰り出す。多段ヒットする。
ナックルボマー
←ため→＋攻撃ボタン
掌底からエネルギーの塊を水平方向に放つ飛び道具。バルカンと比べると溜めが必要だが、短時間で攻撃できる。至近距離で放つと、掌底のダメージも上乗せされる。
ショルダーキャノン
→↓←＋攻撃ボタン
山なりに曲線を描いて飛ぶミサイルを放つ。通常の攻撃では届かない箇所を攻撃可能。カイザースキャン後にホーミング性能が付く場合が多い。
ファイナルカイザーバースト
←↓→＋攻撃ボタン
胸部から赤い光線を放つカイザーの最強必殺技。威力は高いがエネルギーが満タンでないと使えない。
ビームシールド
↓→＋防御ボタン
腕に楯状のエネルギーを展開して防御する。ガードで削られるダメージも無効にできる。消費エネルギーは非常に低い。
リフレクトバリアー
↓←＋防御ボタン
敵のエネルギー攻撃を跳ね返すバリアーを展開する。ビームシールドに比べると消費エネルギーが大きい上、敵との距離が近すぎると跳ね返すことができない。

## 攻略本
- スーパーファミコン必勝法スペシャル ザ・グレイトバトルIV ISBN 9784766921335

## 関連作品
スーパーロボット大戦OG ORIGINAL GENERATIONS
ロア、キサブロー博士、コンパチカイザーが出演している。